# No Innocent Victim
I No Innocent Victim sono una christian/hardcore punk band statunitense formatasi nel 1992 nel sud California e attualmente sotto contratto con l'etichetta Facedown Records.
Fin dalla loro formazione produssero subito due album. Nel 1998 firmarono per la Victory Records e l'anno successivo pubblicarono l'album Flesh and Blood.
Hanno svolto negli Stati Uniti, in Giappone e in Europa molti tour, talvolta in compagnia anche di altre importanti band come Agnostic Front, U.S. Bombs, Terror e Hatebreed.

## Formazione
- Jason Moody - voce
- Tim Mason - chitarra
- Dave Quiggle - chitarra
- Neil Hartman - basso
- Jason Dunn - batteria

## Discografia
- 1993 - Demo (auto-prodotto)
- 1995 - Strength (Rescue Records)
- 1997 - No Compromise (Rescue Records)
- 1998 - No Innocent Victim / Phanatik split 7 (Facedown Records)
- 1998 - Self Titled (Tolerance Records)
- 1999 - The Crazy Engler Brothers (Victory Records)
- 1999 - Flesh and Blood (Victory Records)
- 2001 - Tipping the Scales (Victory Records)
- 2005 - To Burn Again (Facedown Records)